# SN 2001ie
SN 2001ie – supernowa typu Ia odkryta 9 grudnia 2001 roku w galaktyce UGC 5542. W momencie odkrycia miała maksymalną jasność 16,50m.